# العلاقات المارشالية السنغافورية
العلاقات المارشالية السنغافورية هي العلاقات الثنائية التي تجمع بين جزر مارشال وسنغافورة.

## مقارنة بين البلدين
هذه مقارنة عامة ومرجعية للدولتين:
| وجه المقارنة                                              | جزر مارشال                     | سنغافورة                                                             |
| --------------------------------------------------------- | ------------------------------ | -------------------------------------------------------------------- |
| المساحة (كم2)                                             | 181                            | 719                                                                  |
| عدد السكان (نسمة)                                         | 53.13 ألف                      | 5.89 مليون                                                           |
| الكثافة السكانية (ن./كم²)                                 | 29.35 ألف                      | 819.19 ألف                                                           |
| العاصمة                                                   | ماجورو                         | سنغافورة                                                             |
| اللغة الرسمية                                             | لغة إنجليزية، اللغة المارشالية | لغة إنجليزية، اللغة الملايو، اللغة الصينية القياسية، اللغة التاميلية |
| العملة                                                    | دولار أمريكي                   | دولار سنغافوري                                                       |
| الناتج المحلي الإجمالي (بليون دولار)                      | 199.40 مليون                   | 323.91 مليار                                                         |
| الناتج المحلي الإجمالي (تعادل القوة الشرائية) بليون دولار | 207.25 مليون                   | 472.59 مليار                                                         |
| الناتج المحلي الإجمالي الاسمي للفرد دولار أمريكي          | 3.38 ألف                       | 52.89 ألف                                                            |
| الناتج المحلي الإجمالي للفرد دولار أمريكي                 | 3.80 ألف                       | 82.76 ألف                                                            |
| مؤشر التنمية البشرية                                      |                                | 0.925                                                                |
| رمز المكالمات الدولي                                      | +692                           | +65                                                                  |
| رمز الإنترنت                                              | .mh                            | .sg                                                                  |
| المنطقة الزمنية                                           | ت ع م+12:00                    | ت ع م+08:00، توقيت سنغافورة المنسق ‏                                  |

## منظمات دولية مشتركة
يشترك البلدان في عضوية مجموعة من المنظمات الدولية، منها:
| علم المنظمة | اسم المنظمة                   | تاريخ انضمام جزر مارشال | تاريخ انضمام سنغافورة |
| ----------- | ----------------------------- | ----------------------- | --------------------- |
|             | تحالف الدول الجزرية الصغيرة   | ?                       | ?                     |
|             | البنك الدولي للإنشاء والتعمير | 21 مايو 1992            | 3 أغسطس 1966          |
|             | بنك التنمية الآسيوي           | 1990                    | 1966                  |
|             | يونسكو                        | 30 يونيو 1995           | 8 أكتوبر 2007         |
|             | الاتحاد الدولي للاتصالات      | 22 فبراير 1996          | 22 أكتوبر 1965        |
|             | مؤسسة التمويل الدولية         | 23 سبتمبر 1992          | 4 سبتمبر 1968         |
|             | منظمة الشرطة الجنائية الدولية | ?                       | ?                     |
|             | الأمم المتحدة                 | 17 سبتمبر 1991          | 21 سبتمبر 1965        |
|             | مؤسسة التنمية الدولية         | 19 يناير 1993           | 27 سبتمبر 2002        |
|             | منظمة حظر الأسلحة الكيميائية  | ?                       | ?                     |

## وصلات خارجية
- موقع وزارة الخارجية السنغافورية